# Драммех, Бинта
Бинта Драммех (швед. Binta Drammeh; родилась 21 мая 1992 в Линчёпинге, Эстергётланд, Швеция) — шведская профессиональная баскетболистка, выступающая на позиции лёгкого форварда.

## Биография
Бинта Драммех стала заниматься баскетболом в Чиста, где играла за молодёжную команду «Ярва». 2008 год стал поворотным в карьере баскетболистки: получила приглашение в кадетскую сборную Швеции на чемпионат Европы в Польшу, подписала первый свой профессиональный контракт с одним из сильнейших клубов Швеции «Телге Баскет». В первом же сезоне в Сёдертелье завоёвывает серебряные медали чемпионата Швеции, а летом 2009 года в составе национальной сборной, на своей родной площадке, выигрывает бронзовые медали юниорского чемпионата Европы (повторение успеха 2006 года). В матче за 3-е место против сборной Чехии Бинта набрала больше всех очков в матче (19).
После того как «Телге Баскет» принял курс на омоложение состава, Драммех в свои 18 лет стала одним из лидеров команды. С 2011 по 2012 года баскетболистка становится двукратной чемпионкой Швеции, причём в сезоне 2011/12 она была признана лучшим форвардом турнира, попала в «символическую пятёрку», набрала больше всех очков в команде (16,7 в среднем за матч) .
После четырёх сезонов в Швеции Бинта принимает решение сменить обстановку и отправляется во Францию, где выступает за «УСО Мондвиль». Отыграв 12 матчей в чемпионате Франции и 6 игр в Евролиге ФИБА, Драммех, в январе 2013 года, переезжает в Германию и заканчивает сезон в составе «Брос Бамберг».
После окончания сезона Бинта принимает участие в Универсиаде — 2013. На этом турнире сборная Швеции занимает 5-е место, а Драммех была лучшим в команде бомбардиром (14,7) и лидером по перехватам (2,3) . Там же она попала в поле зрения главного тренера студенческой сборной России и по совместительству главного тренера «Динамо-ГУВД» Бориса Соколовского:

Следующее наше приобретение на позицию третьего номера – лидер студенческой сборной Швеции –Бинта Драммех. Очень интересный игрок – левша, явный лидер студенческой сборной Швеции по забитым мячам, активно борется за отскок.

### Статистика выступлений за сборную Швеции (средний показатель)
| Сборная        | Сезон | Место      | Чемпионат | Чемпионат | Чемпионат | Чемпионат |
| Сборная        | Сезон | Место      | Игр       | Очк       | Подб      | Перед     |
| -------------- | ----- | ---------- | --------- | --------- | --------- | --------- |
| ЧЕ (до 16 лет) | 2008  | 4          | 8         | 5,4       | 3,1       | 1,0       |
| ЧЕ (до 18 лет) | 2009  | 3          | 8         | 6,9       | 3,1       | 0,4       |
| ЧЕ (до 20 лет) | 2011  | дивизион В | 7         | 11,3      | 5,6       | 1,3       |
| ЧЕ (до 20 лет) | 2012  | 6          | 9         | 13,2      | 6,8       | 1,4       |

## Достижения
- Бронзовый призёр чемпионата Европы среди юниорок: 2009
- Чемпион Швеции: 2011, 2012
- Серебряный призёр чемпионата Швеции: 2009